# Аврам Израел
Аврам Израел (Београд, 14. фебруар 1951) је српски инжењер телекомуникација и политичар јеврејског порекла. Бивши је резервни официр Југословенске народне армије, најпознатији као начелник градског Центра за обавештавање и узбуњивање током НАТО агресије на СР Југославију 1999. године. Након локалних избора 2016. године је обављао функцију заменика председника Градске општине Стари град.

## Биографија

### Младост и каријера
Рођен је 14. фебруара 1951. године у Београду, у мешовитом српско—јеврејском браку као јединац. Његова породица са очеве стране је сефардско јеврејска која је у Холокаусту изгубила 26 чланова. Отац је успео да преживи холокауст, јер је заробљен као коњички официр Југословенске краљевске војске у Априлском рату 1941. године и самим тим према одредбама Женевске конвенције морао је бити третиран као заробљеник, те је читав рат провео у заробљеништву у Немачкој. Мајка му је српкиња из породице Мрвошевић.
Одрастао је код зграде Политике. Завршио је Средњу електротехничку школу и определио се да, уз рад, заврши и студије на Електротехничком факултету Универзитета у Београду. Након дипломирања, постао је инжењер телекомуникација. Прошао је и школу резервних официра Југословенске народне армије, а потом се запослио у Градској телефонској секцији (претечи Телекома) и ту радио две године. Одатле прелази у Савезни секретаријат народне одбране на место референта за узбуњивање, тако да је учествовао у оснивању Центра за обавештавање 1978. године. Једно време је радио и у Ауто-мото савезу.

### Центар за обавештавање и узбуњивање
У време НАТО агресије на СР Југославију 1999. године, био је начелник Центра за обавештавање и узбуњивање Града Београда. Свакодневно је упозоравао грађане о ваздушним ударима и налетима, позивајући их да крену у склоништа и предузму неопходне мере безбедности, а његове поруке је емитовао Студио Б.
Због става да о свему треба обавестити грађане, без обзира колико су лоше вести, имао је проблема са министарком здравља Лепосавом Милићевић и Урошем Шуваковићем. Један од таквих догађаја се збио када је из фабрике Прва искра у Баричу, у строгој тајности превентивно извршено истакање 100 тона флуороводоничне киселине у Саву, како се у случају евентуалног бомбардовања фабрике не би иста пустила у атмосферу и нарушила здравље Београђана. Аврам Израел је о томе обавестио грађане, а Шуваковић је му је запретио да то више не сме да ради.
Постојала је могућност да буде смењен са места начелника Центра за обавештавање, али је то спречио потпредседник Владе СРЈ проф. др Милован Бојић, који је обављао и дужност команданта Штаба цивилне заштите Србије.
На питање шта му је најтеже пало током НАТО агресије, одговорио је:
Мислим да је то погибија Милице Ракић. И дан-данас са тугом и горчином причам сам са собом и с бесом констатујем да би данас мала Милица била девојка, студенткиња. Дете је седело на ноши у кући својих родитеља у околини Батајнице, по којој је сваке ноћи више пута дејствовано. У ноћима када не спавам или када мало спавам сам себи замерам што нисам био дрскији и навалентнији да тражим да се што доследније спроводи систем заштите у Београду. Било је невероватно да људи у таквим налетима бомбардовања уопште и буду у Батајници. Потом, посебно ме чини несрећним страдање у згради РТС.— 1

### Политичка каријера
Помињао се као кандидат Српског покрета обнове за градоначелника Београда на изборима 2004. године, али је одлучено да то буде Драган Којадиновић.
На локалним изборима 2016. године, као кандидат Либерално-демократске партије је изабран за општинског одборника, а потом и заменика председника Градске општине Стари град. Био је и командант општинског Штаба за ванредне ситуације.

### Приватни живот
Ожењен је и има кћерке Исидору и Олгу. Исидора живи у Београду и има две кћерке: Сару и Хану, док Олга живи у Израелу и има два сина са супругом ашкеназом: Давида и Арона.
Активан је у Савезу јеврејских општина Србије.
Од 2004. године су му дијагностиковани повишени резултати на тумор маркерима, а 2006. године и карцином простате. Лечен је у Бањалуци и имао 36 терапија зрачењем.